# Gsteig bei Gstaad
Gsteig bei Gstaad (francouzsky Gsteig) je obec v okrese Obersimmental-Saanen v kantonu Bern ve Švýcarsku. Žije zde 981 obyvatel.

## Geografie

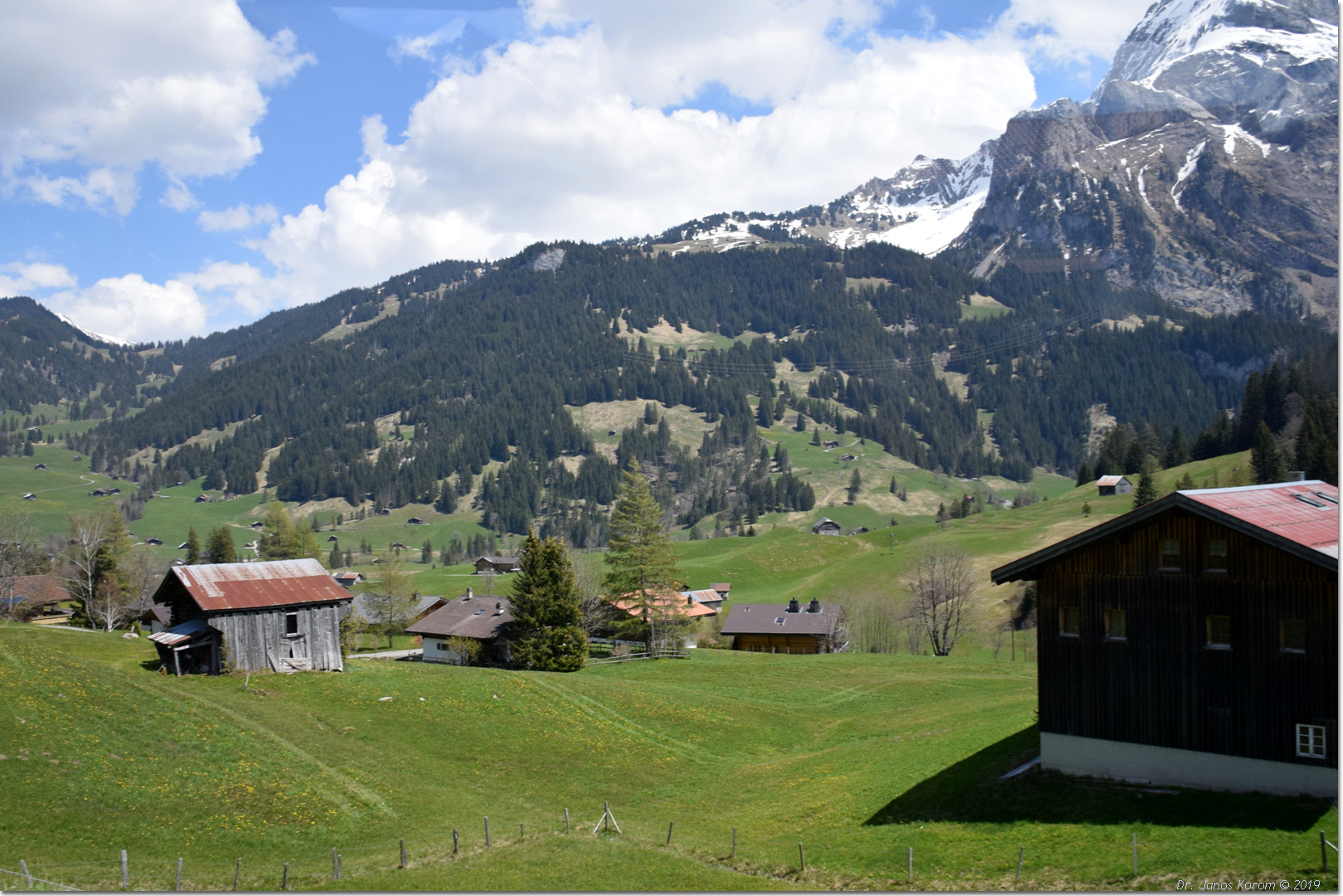
Gsteig

Gsteig bei Gstaad se nachází v alpské oblasti Berner Oberland na cestě k průsmyku Col du Pillon. Obec se skládá z vesnic (místních částí) Gsteig a Feutersoey. Sousedními obcemi ve směru hodinových ručiček od severu jsou Saanen, Lauenen, Savièse, Ormont-Dessus a Château-d’Oex. Hory na jihu obce tvoří hranici s kantonem Valais. V místní části Feutersoey se nachází umělé jezero Arnensee, které je vodní nádrží.

## Historie
V roce 1312 je místo poprvé zmiňováno pod názvem Chastelet, od roku 1453 se jmenuje Steig a francouzsky Châtelet. V té době byl vysvěcen kostel sv. Theodula, který byl až do svého církevního osamostatnění výspou Saanenu. V roce 1458 je zmiňován hrad, z něhož dnes zbyly jen zbytky zdí. Osada zvaná Ussers Gründ byla v neznámé době zničena sesuvem půdy. Za vlády Bernu byla v roce 1556 zavedena reformace.
V Gsteigu se po staletí provozovalo alpské zemědělství a od roku 1727 zde existoval trh s dobytkem. Nejprve se zde rozvíjelo zpracování dřeva jako vedlejší obor a od roku 1900 také cestovní ruch s hotely a rekreačními domy, orientovaný na středisko Saanen a ledovec Diableretsgletscher, kde se lyžuje i v létě. Dalšími místními výletními cíli jsou vodopády Burgfälle, jezero Arnensee a přírodní rezervace na Oldenhornu. Místní obyvatelé pracují převážně ve Gstaadu.

## Obyvatelstvo

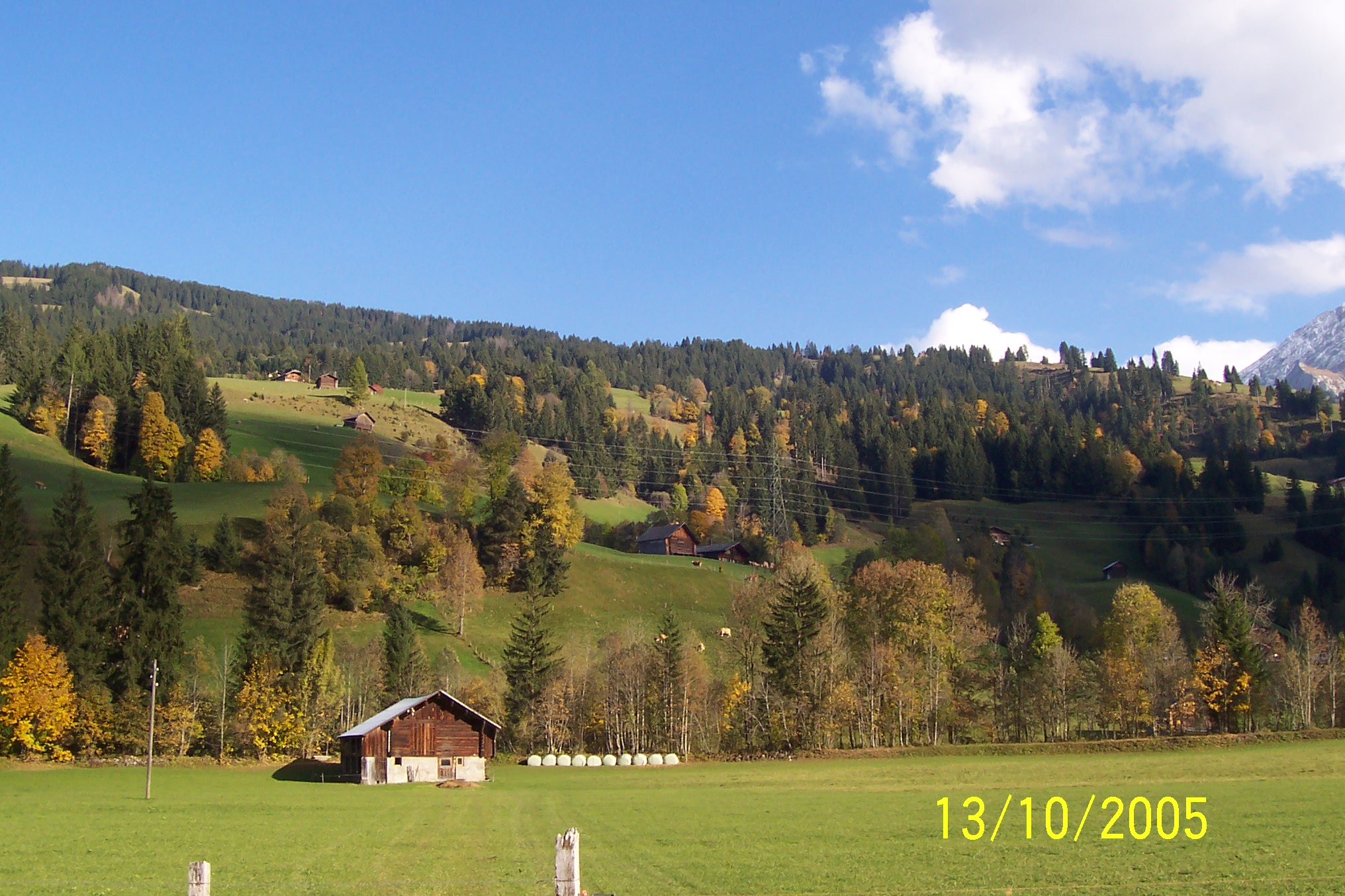
Krajina v okolí obce

| Vývoj počtu obyvatel | Vývoj počtu obyvatel | Vývoj počtu obyvatel | Vývoj počtu obyvatel | Vývoj počtu obyvatel | Vývoj počtu obyvatel | Vývoj počtu obyvatel | Vývoj počtu obyvatel | Vývoj počtu obyvatel | Vývoj počtu obyvatel | Vývoj počtu obyvatel | Vývoj počtu obyvatel | Vývoj počtu obyvatel | Vývoj počtu obyvatel | Vývoj počtu obyvatel | Vývoj počtu obyvatel | Vývoj počtu obyvatel | Vývoj počtu obyvatel | Vývoj počtu obyvatel |
| -------------------- | -------------------- | -------------------- | -------------------- | -------------------- | -------------------- | -------------------- | -------------------- | -------------------- | -------------------- | -------------------- | -------------------- | -------------------- | -------------------- | -------------------- | -------------------- | -------------------- | -------------------- | -------------------- |
| Rok                  | 1764                 | 1850                 | 1860                 | 1870                 | 1880                 | 1888                 | 1900                 | 1910                 | 1920                 | 1930                 | 1941                 | 1950                 | 1960                 | 1970                 | 1980                 | 1990                 | 2000                 | 2010                 |
| Počet obyvatel       | 627                  | 706                  | 697                  | 805                  | 713                  | 768                  | 802                  | 820                  | 854                  | 760                  | 714                  | 739                  | 937                  | 865                  | 824                  | 867                  | 911                  | 979                  |

## Doprava
Gsteig leží na regionální silnici, spojující Saanen, Gsteig, Les Diablerets a Le Sépey v kantonu Vaud.
Nejbližší železniční stanice se nachází v Gstaadu (trať Montreux-Berner Oberland-Bahn MOB).